# Haute Autorité de l’Audiovisuel et de la Communication
Die Haute Autorité de l’Audiovisuel et de la Communication (HAAC, deutsch Hohe Behörde für Audiovisuelles und Kommunikation) eine der sieben republikanischen Institutionen, die gemäß der Bestimmungen der Artikel 24, 142 und 143 der Verfassung Benins vom 11. Dezember 1990 vorgesehen sind. Sie ist die Regulierungsbehörde für Medien.

## Aufgabe
Die HAAC hat die Aufgabe, die Arbeit der Medien zu regulieren – von Druckmedien, Radio- und Fernsehsendern. In dieser Funktion soll sie für eine faire, ethische und professionelle Informationsverarbeitung und den gleichberechtigten Zugang der Bürger zu den öffentlich-rechtlichen Medien sorgen. Die HAAC ist auch an der Ernennung der Direktoren der öffentlich-rechtlichen Medienanstalten beteiligt, zu denen das Office de Radiodiffusion et Télévision du Bénin (ORTB), das Office National d'Imprimerie et de Presse (ONIP), von dem die Tageszeitung La Nation abhängt, und die Agence Bénin Presse (ABP) gehören. In dieser Funktion nimmt sie die Unterlagen der Kandidaten für diese Posten entgegen, prüft sie und schlägt der Regierung die Namen der Direktoren vor. Schließlich ist die HAAC für die Verwaltung der Radio- und Fernsehfrequenzen zuständig.
Zur Erfüllung ihrer Aufgaben bildet die HAAC Ausschüsse und ständige Kommissionen mit konkret definierten Kompetenzen und Aufgabenbereichen:
- Ausschuss für Gesetzgebung und Rechtsstreitigkeiten
- Ausschuss für Bildung und Dokumentation
- Ausschuss für Technik und neue Kommunikationstechnologien
- Ausschuss für Außenbeziehungen und Zusammenarbeit
- Kommission für Presseausweis, Ethik und Berufsethik
- Kommission für die öffentlich-rechtlichen Medien
- Kommission für die Medien des privaten Sektors
- Ausschuss für Öffentlichkeitsarbeit und Kommunikation.

Darüber hinaus kann die HAAC auch temporäre Kommissionen einrichten.

## Zusammensetzung
Die Behörde besteht aus neun Mitgliedern (oder Beratern), deren Amtszeit fünf Jahre beträgt. Je drei der Mitglieder werden vom Präsidenten der Republik, vom Präsidium der Nationalversammlung und von den Medienschaffenden gewählt.
Für die sechste Amtszeit ab 2019 wurde Rémi Prosper Moretti als Leiter und Nachfolger von Boni Tessi berufen.